# Deutzia occidentalis
Deutzia occidentalis är en hortensiaväxtart som beskrevs av Paul Carpenter Standley. Deutzia occidentalis ingår i släktet deutzior, och familjen hortensiaväxter. Inga underarter finns listade i Catalogue of Life.